# Scotch CTS
Pour les articles homonymes, voir Scotch et CTS.
 (août 2014).
Si vous disposez d'ouvrages ou d'articles de référence ou si vous connaissez des sites web de qualité traitant du thème abordé ici, merci de compléter l'article en donnant les références utiles à sa vérifiabilité et en les liant à la section « Notes et références ».
La Scotch C.T.S. (Crowned Trees Scotch) est une bière de dégustation belge de fermentation haute à 7,2°. C'est le taux du cts en bouteille. Au fût il titre 5,5.

## Contexte

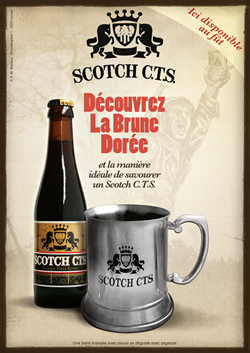
Scotch C.T.S. Affiche

Peu après la Première Guerre Mondiale, les Belges redécouvrent les bières anglaises (Ale). Plusieurs Ale sont alors inventés en Belgique pour répondre à ce nouveau goût du public : ginder ale, bark ale, op ale, etc. Cette période voit également les bières de type "stout", "scotch" et autres bières sombres conquérir leur place dans le paysage brassicole belge.
En 1921, la brasserie Wielemans située dans la commune bruxelloise de Forest, propose la Crowned Trees Stout, puis, dès 1926, La Crowned Trees Scotch, plus douce et sucrée au goût. Le nom “Crowned Trees” est inspiré des arbres couronnés qui ornent l’emblème de la commune de Forest.

## Production et distribution
Dans les années 60, la Crowned Trees Stout disparait. Seule la Crowned Trees Scotch continue à être produite. Aujourd’hui, la brasserie Wielemans a également disparu et la production de la Crowned Trees Scotch est entre les mains d'AB InBev.
La Scotch C.T.S. est probablement la bière scotch le plus célèbre en Belgique, servie dans la plupart des bars depuis des décennies.

## Goût
La Scotch C.T.S. se caractérise par son goût chaleureux et léger, avec une première attaque de café. Deux sortes différentes de malt d’orge et de maïs sont combinées avec une variété classique de houblon amer alors que la levure offre à la bière son arôme fruité. Elle sera idéalement servie à une température de 5 à 6 degrés Celsius.

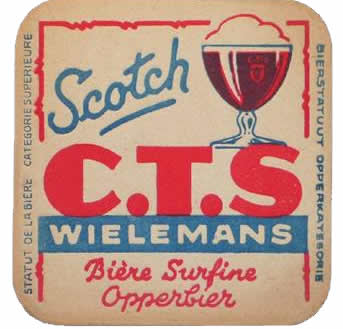
Scotch C.T.S. Vintage Coaster
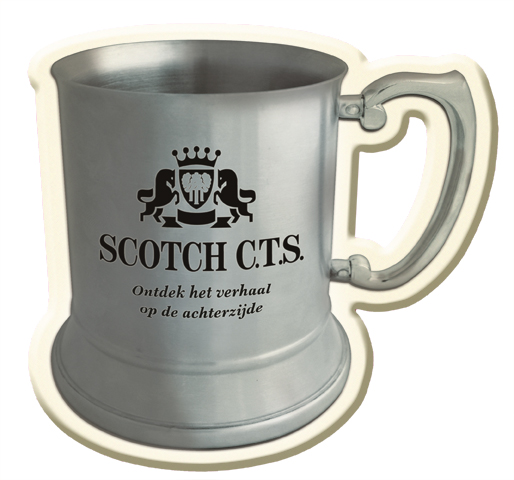
Scotch C.T.S. Coaster
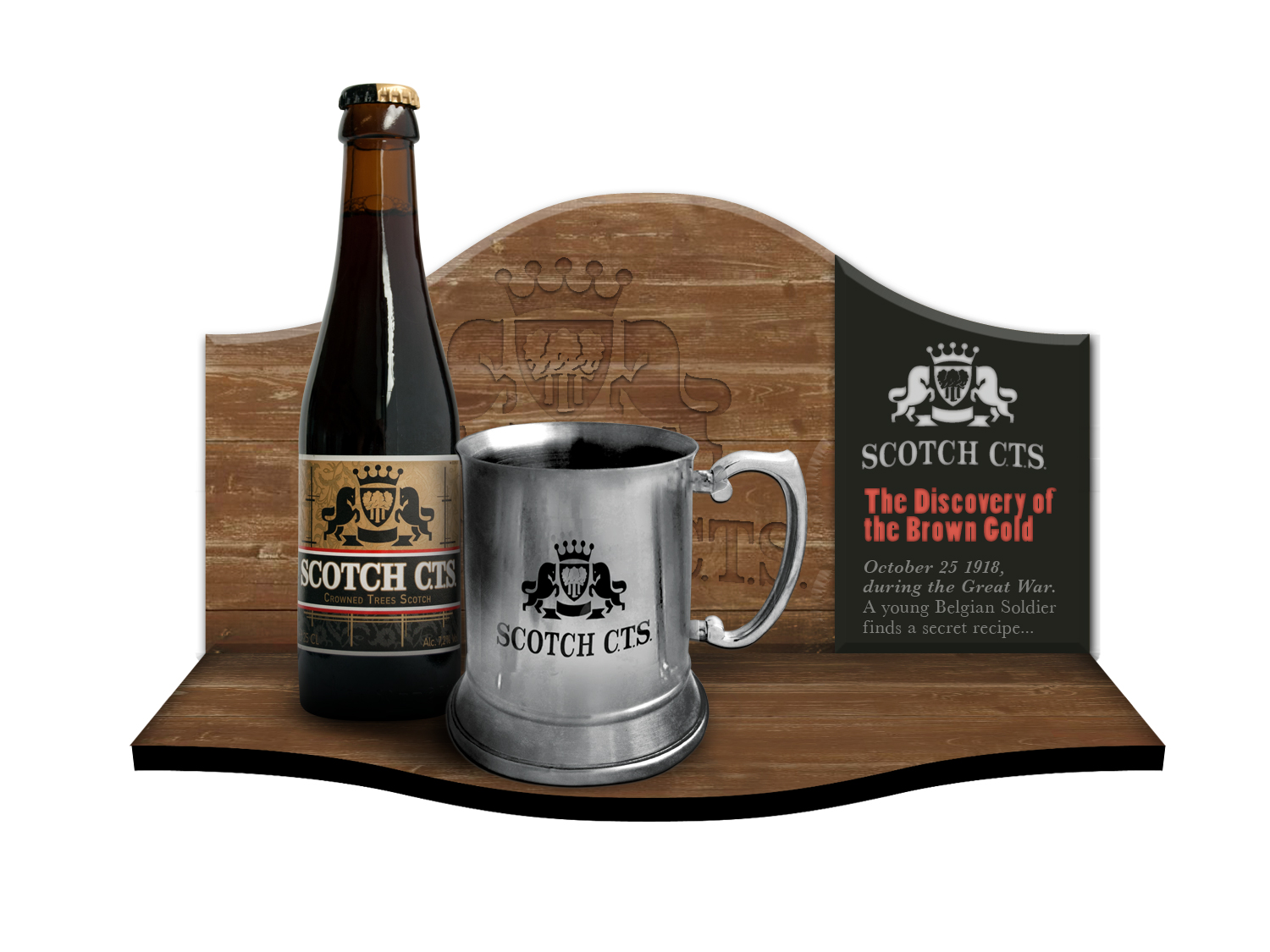
Scotch C.T.S. Display
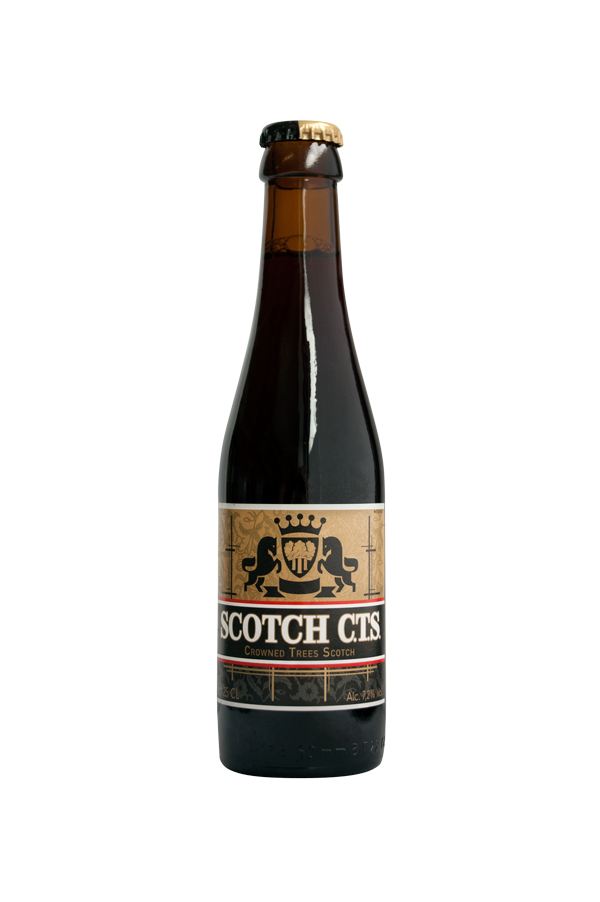
Scotch C.T.S. Bouteille